# Арьямехр (титул)
Арьямехр (перс. آریامهر‎) — титул, присвоенный в 1967 году иранскому шахиншаху Мохаммеду Реза Пехлеви. Буквальный перевод «Свет арийцев». Присвоение данного титула шаху отражало националистическую идеологию монархического режима династии Пехлеви и демонстрировало неприятие режимом исламской идеологии.

## История
Первоначально титул "Арьямехр" придумал Риза Заде Шафак, сенатор от провинции Азербайджан. Амир Асадалла Алям, который попросил писателей и других литераторов того времени придумать почетный титул для шаха, из предложенных вариантов выбрал "Арьямехр".
15 сентября 1965 года на заседании объединенных палат парламента (меджлиса) депутаты вынесли на обсуждение вопрос о присвоении шаху дополнительного титула «Арьямехр» перед его коронацией в Тегеране 26 октября 1967 года.
Шах использовал данный титул как идеализацию доисламского Ирана и основу для антиклерикального монархизма, в то время как священнослужители использовали его для превознесения "иранских ценностей" в противовес вестернизации.
Демонстрируя близость с ориенталистскими взглядами на предполагаемое "превосходство" арийских народов и "посредственность" семитских народов, иранский националистический дискурс идеализировал доисламские империи Ахеменидов и Сасанидов, отрицая исламизацию Персии в эпоху исламского халифата.
В 1965 году шах поручил доктору Мохаммаду Али Моджтахеди основать технологический университет Арьямехр. Однако, после революции 1979 года он был переименован и в настоящее время известен как Технологический университет имени Шарифа.
В честь Арьямехра были названы спортивный комплекс "Арьямехр", включавший стадион "Арьямехр", и монументальные ворота «Шахьяд Арьямехр».

## Орден Арьямехра

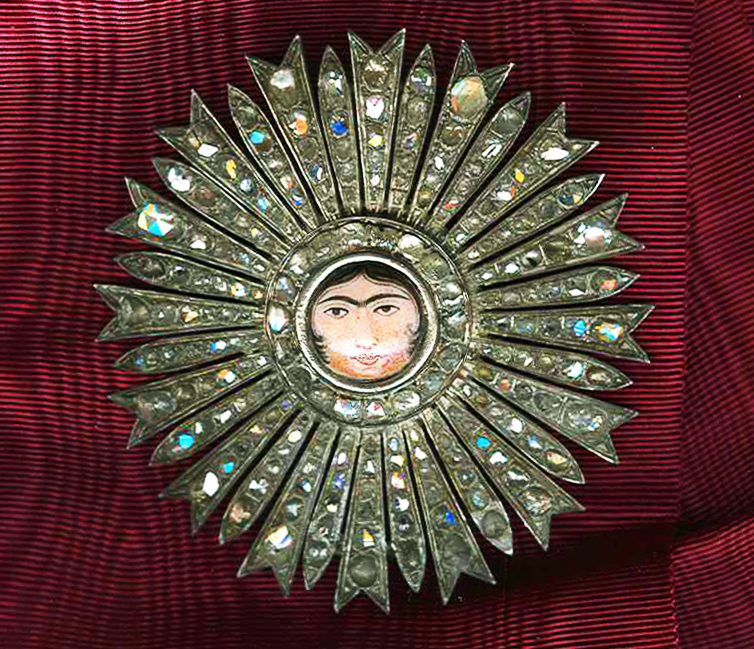
Орден Афтаба был преобразован в Нишани-Арьямер (орден света арийцев) в 1967 году

В 1873 году шах Насер ад-Дин Шах из династии Каджаров учредил орден Афтаб (Дамский орден солнца), которым могли быть награждены только женщины-государыни или супруги (1-й класс) и принцессы или женщины высокого ранга (2-й класс). В 1939 году орден был переименован в «Нишан-и-хоршид» и, наконец, орден был преобразован в «Нешан-э Арьямехр», Нешане Арьямехр или Нишан-и Арьямехр, что означает "Орден света арийцев". Он стал третьим и последним имперским рыцарским орденом, основанным шахом 26 сентября 1967 года в честь его супруги, императрицы Фарах Диба. Данным орденом награждались только женщины. К первому классу относились только женщины-государыни или супруги правящих правителей, ко второму – принцессы.